# Liste der Baudenkmale in Oldenburg (Oldb) – Margaretenstraße
In der Liste der Baudenkmale in Oldenburg (Oldb) – Margaretenstraße stehen alle Baudenkmale der Margaretenstraße in Oldenburg (Oldb). Die Quelle der IDs und der Beschreibungen ist der Denkmalatlas Niedersachsen.
Der Stand der Liste ist das Jahr 2022(22).

## Allgemein
In den Spalten befinden sich folgende Informationen:
- Lage: die Adresse des Baudenkmales und die geographischen Koordinaten. Kartenansicht, um Koordinaten zu setzen. In der Kartenansicht sind Baudenkmale ohne Koordinaten mit einem roten Marker dargestellt und können in der Karte gesetzt werden. Baudenkmale ohne Bild sind mit einem blauen Marker gekennzeichnet, Baudenkmale mit Bild mit einem grünen Marker.
- Bezeichnung: Bezeichnung des Baudenkmales
- Beschreibung: die Beschreibung des Baudenkmales. Unter § 3 Abs. 2 NDSchG werden Einzeldenkmale und unter § 3 Abs. 3 NDSchG Gruppen baulicher Anlagen und deren Bestandteile ausgewiesen.
- ID: die Objekt-ID des Baudenkmales
- Bild: ein Bild des Baudenkmales, ggf. zusätzlich mit einem Link zu weiteren Fotos des Baudenkmals im Medienarchiv Wikimedia Commons. Wenn man auf das Kamerasymbol klickt, können Fotos zu Baudenkmalen aus dieser Liste hochgeladen werden:

Zurück zur Hauptliste
| Lage                                           | Bezeichnung            | Beschreibung | ID       | Bild |
| ---------------------------------------------- | ---------------------- | --- | -------- | ---- |
| Margaretenstraße 3 53° 8′ 47″ N, 8° 12′ 18″ O  | Wohnhaus               | Eineinhalbgeschossiger, verputzter Massivbau auf hohem Sockelgeschoss unter giebelständigem Satteldach. Vierachsige Fassade mit Querfugen im EG. Sohlbankgesimse, Fenster mit geraden Verdachungen, im OG mittig zwei Rundbogenfenster. Eingeschossige Veranda an der Südseite. 1880 errichtet. | 37439523 | BW   |
| Margaretenstraße 4 53° 8′ 48″ N, 8° 12′ 19″ O  | Wohnhaus               | 1895 errichtetes Zweifamilienhaus. Zweigeschossiges, verputztes Gebäude auf Sockelgeschoss unter Walmdach. Vierachsige Fassade, die beiden linken Achsen vorgezogen mit eingeschossigem Altan. Umlaufende Friese, profilierte Fensterrahmungen. Konsolfries an der Traufe. An der Nordseite zurückgesetzter zweigeschossiger Vorbau mit Hauseingang. Vorgarten                                                                | 37439391 | BW   |
| Margaretenstraße 6 53° 8′ 48″ N, 8° 12′ 19″ O  | Wohnhaus               | Zweigeschossiger, verputzter Massivbau auf hohem Sockelgeschoss unter Walmdach. Vierachsige Fassade mit umlaufenden Gesimsen. Zweigeschossiger Standerker auf der linken Seite. An der Nordseite zurückgesetzt zweigeschossiger Vorbau mit Hauseingang. 1895 von den Architekten A. und C. Westerholt errichtet, 1906 Anbau einer rückseitigen Veranda.                                                                       | 37439413 | BW   |
| Margaretenstraße 7 53° 8′ 48″ N, 8° 12′ 18″ O  | Wohnhaus               | Eineinhalbgeschossiges, verputztes Eckgebäude auf hohem Sockelgeschoss mit Satteldach. Giebelseite vierachsig. An der Traufseite dreigeschossiger, Eingangsvorbau mit Satteldach und Freitreppe, daneben später angebaute Holzveranda. Um 1880 errichtet, 1882 Veranda angebaut. | 37439545 | BW   |
| Margaretenstraße 8 53° 8′ 48″ N, 8° 12′ 19″ O  | Wohnhaus               | Zweigeschossiger, verputzter Massivbau auf hohem Sockelgeschoss unter Walmdach. Vierachsige Fassade mit umlaufenden Gesimsen und Dreiecksverdachungen im EG. Zweigeschossiger Standerker mit Walmdach auf der linken Seite, rechts Sockelgeschoss vorgezogen mit Austritt. An der Nordseite zurückgesetzt zweigeschossiger Vorbau mit Hauseingang. 1894 von den Architekten A. und C. Westerholt errichtet.                   | 37439435 | BW   |
| Margaretenstraße 11 53° 8′ 48″ N, 8° 12′ 17″ O | Wohnhaus               | Eineinhalbgeschossiges, verputztes Wohnhaus auf hohem Sockelgeschoss mit giebelständigem Satteldach. Vierachsige Fassade. Umlaufendes Gurtgesims, horizontale Putzfugen und Fensterverdachungen als Bauschmuck. Auf der rechten Fassadenseite Wintergarten. 1882 errichtet. | 37439567 | BW   |
| Margaretenstraße 12 53° 8′ 49″ N, 8° 12′ 17″ O | Wohnhaus               | Eineinhalbgeschossiger, verputzter Massivbau auf Sockelgeschoss unter giebelständigem Satteldach. Vierachsige Fassade mit Horizontalfugen, Gurtgesims und horizontale Verdachungen der beiden Mittelfenster im Drempel. Eingangsvorbau an der Ostseite. 1893 errichtet. Vorgarten. | 37439457 | BW   |
| Margaretenstraße 14 53° 8′ 49″ N, 8° 12′ 16″ O | Wohnhaus               | Eineinhalbgeschossiger, verputzter Massivbau auf Sockelgeschoss unter giebelständigem Satteldach. Vierachsige Fassade mit Horizontalfugen, Gurtgesims und horizontale Verdachungen der beiden Mittelfenster im Drempel. Eingangsvorbau an der Ostseite. 1893 errichtet. Vorgarten. | 37439479 | BW   |
| Margaretenstraße 15 53° 8′ 48″ N, 8° 12′ 16″ O | Wohnhaus               | Eineinhalbgeschossiges, verputztes Wohnhaus mit giebelständigem Satteldach. 1892 von Mönig & Sohn errichtet. Vierachsige Fassade mit umlaufendem Gurtgesims, Ritzfugen-, Fenster mit profilierten Rahmen und geraden Verdachungen. Mittlere Fenster im Drempelgeschoss: Rundbogenfenster durch Pilasterrahmung zusammengefasst. Zweigeschossiger Eingangsvorbau mit Treppenhaus und Windfang an der Ostseite. 1892 errichtet. | 37439589 | BW   |
| Margaretenstraße 16 53° 8′ 48″ N, 8° 12′ 15″ O | Wohnhaus               | Zweigeschossiger verputzter Massivbau unter giebelständigem Satteldach. An der Ostseite eineinhalbgeschossiger traufständiger, zurückgesetzter Gebäudeteil. Zwischen beiden Gebäudeteilen eingeschossiger, abgerundeter Windfang mit Eingangsportal. Portal und Fassadenfenster mit barockisierenden Rahmungen. Vorgarten, an der Westseite, eisernes Tor.                                                                    | 37439501 | BW   |
| Margaretenstraße 21 53° 8′ 47″ N, 8° 12′ 11″ O | Wohnhaus               | Zweigeschossiges Wohnhaus auf hohem Sockelgeschoss unter Walmdach. Sockel verputzt, Fassade ziegelsichtig mit aufgeputzten Stuckornamenten. Rechte Seite risalitartig vorgezogen mit Giebelbekrönung. 1899 von Carl Friedrich Spieske errichtet. | 37439701 | BW   |
| Margaretenstraße 23 53° 8′ 47″ N, 8° 12′ 10″ O | Wohnhaus               | Zweigeschossiges,verputztes Wohnhaus auf Sockelgeschoss unter Walmdach. Fünfachsige, gestaffelte Fassade ohne Dekor. 1898 von Carl Friedrich Spieske errichtet. | 37439723 | BW   |
| Margaretenstraße 24 53° 8′ 48″ N, 8° 12′ 10″ O | Wohnhaus               | Zweigeschossiger, verputzter Massivbau auf hohem Sockelgeschoss unter Mansarddach. Auf der rechten Fassadenseite polygonaler Risalit mit Giebelbekrönung. Umlaufendes Gurtgesims. 1905 von Heinz Wittholt errichtet. | 37439611 | BW   |
| Margaretenstraße 25 53° 8′ 47″ N, 8° 12′ 10″ O | Wohnhaus               | Zweigeschossiger, verputzter Massivbau auf hohem Sockelgeschoss unter Walmdach. Vierachsige Fassade mit Fugenschnitt, umlaufendes Gurtgesims. Zweiachsiges Zwerchhaus mit Dreiecksgiebel. 1900 von Heinz Wittholt errichtet. | 37439745 | BW   |
| Margaretenstraße 26 53° 8′ 48″ N, 8° 12′ 9″ O  | Wohnhaus               | Zweigeschossiger, verputzter Massivbau auf hohem Sockelgeschoss unter Mansarddach. Fassade abwechselnd mit Glatt- und Rauputzflächen gestaltet, Fensterrahmungen in Festonform. Polygonalem, giebelbekrönten Risalit auf der linken Seite. Hauseingang zurückgesetzt an der Ostseite. 1906 von Heinz Wittholt errichtet. | 37439633 | BW   |
| Margaretenstraße 27 53° 8′ 47″ N, 8° 12′ 9″ O  | Wohnhaus               | Zweigeschossiger, verputzter Massivbau mit gestaffelter Fassade unter Walmdächern. 1909 von Heinz Wittholt errichtet. | 37439767 | BW   |
| Margaretenstraße 28 53° 8′ 48″ N, 8° 12′ 8″ O  | Wohnhaus               | Zweigeschossiger, verputzter Massivbau auf hohem Sockelgeschoss unter Walmdächern. Mehrfachgestaffelte Fassade - spiegelsymmetrisch zu Nr. 30. 1908 von Heinrich (Heinz) Wittholt errichtet. | 37439655 | BW   |
| Margaretenstraße 29 53° 8′ 47″ N, 8° 12′ 8″ O  | Wohnhaus               | Zweigeschossiger, verputzter Massivbau mit gestaffelter Fassade unter Walmdächern. 1909 von Heinz Wittholt errichtet. | 37439789 | BW   |
| Margaretenstraße 43 53° 8′ 48″ N, 8° 12′ 2″ O  | Wohnhaus               | Zweigeschossiger Klinkerbau mit hohem Walmdach auf quadratischem Grundriss. Mittiges Eingangsportal mit abknickendem Dreiecksgiebel. 1927/28 errichtet. | 37421564 | BW   |
| Margaretenstraße 46 53° 8′ 50″ N, 8° 12′ 2″ O  | Knabenmittelschule     | Zweigeschossiger Klinkerbau auf hohem Souterraingeschoss unter Walmdach mit großvolumigem Dachausbau. Die Ostfassade mit 17 regelmäßigen Fensterachsen mit zentraler Erschließung zum Schulhof ausgerichtet, im Norden und Süden dreiachsige eingeschossige Gebäudevorsprünge. 1925–27 von Stadtbaumeister Jean Robert Charton als Knabenmittelschule erbaut, später Gartenbauliche Berufsschule und Paulusschule.            | 37421584 | BW   |
| Margaretenstraße 46 53° 8′ 51″ N, 8° 12′ 4″ O  | Turnhalle mit Singsaal | Eingeschossiger Klinkerbau unter mächtigem Glockendach mit übergiebelten Gauben. Gliederungen durch Lisenen und eingerahmten zentralen Eingang sowie zehn regelmäßige Fensterachsen, teils als vertikale Fensterbänder ausgeführt.1925–27 von Stadtbaumeister Jean Robert Charton im Norden des Schulhofs rechtwinklig an den Schulbau angrenzend als Turnhalle mit Singsaal im Dachgeschoss erbaut.                          | 45786340 | BW   |
| Margaretenstraße 46 53° 8′ 49″ N, 8° 12′ 1″ O  | Hausmeisterwohnhaus    | Kleines eingeschossiges Klinkergebäude mit traufständigem Satteldach. Schlichte Fassadengestaltung. Zeitgleich mit dem Bau der Knabenmittelschule (1925–27) von 1925–26 durch den Stadtbaumeister Jean Robert Charton errichtet. | 45786896 | BW   |